# Julius Wagner
 (avril 2024).
Julius Wagner, né le 18 mai 1842 et mort le 16 août 1904, est un général prussien, actif sous l'Empire allemand.

## Biographie
Julius Hermann Ulrich Wagner est le fils du médecin Wilhelm Wagner (de) (1793-1846) et le frère du médecin Albrecht Wagner (de). Il s'engage le 1er octobre 1860, comme aspirant du génie. Wagner participe aux campagnes de 1866 et 1870. Pendant la Guerre franco-allemande de 1870, il est décoré de la croix de fer de 2e classe, pour son action à la Bataille de Gravelotte. Il est promu général le 12 septembre 1896.
Le 27 janvier 1902, l'empereur Guillaume II le nomme "Inspecteur général des Fortifications", en remplacement du général Colmar von der Goltz. Wagner s'attache à réorganiser les fortifications du Reich, en y joignant notamment les cuirassements blindés.
Le 27 juin 1904, il est victime d'une chute de cheval, lors d'une revue d’un bataillon du Génie à Königsberg. Il décède des suites de cet accident, le 16 août 1904.

## Hommages posthumes
Le Kaiser décréta un deuil de trois jours, pour tous les officiers du Génie, afin d'honorer sa mémoire[réf. nécessaire].
Les ordonnances impériales des 17 et 27 mai 1910 donnèrent au fort d'Avigny, aujourd'hui Groupe fortifié l'Aisne, le nom de "Feste Wagner", en son honneur,,,,.

## Famille
Sa fille Bertha Wagner (née le 20 décembre 1877 à Berlin et morte le 29 octobre 1955 à Uetersen) se marie le 29 décembre 1902 avec le juriste Richard Weyl (de).

## Sources
- Association pour la découverte de la fortification messine, Die Feste Wagner/le Groupe fortifié de l'Aisne', Presses du Tilleul, 2000.